# Julio César Iglesias
Julio César Iglesias Moralejo (Zamora, 16 de marzo de 1944) es un periodista español. 

## Comienzos
En 1976 ingresa en Radio Nacional de España. Poco después, es nombrado subdirector del Tercer Diario Hablado. Alterna este cometido con el de redactor del diario El País, donde es destinado sucesivamente en las secciones de Deportes, Suplemento Dominical y Madrid. 
En 1981 deja momentáneamente su trabajo en Radio Nacional y pasa a Televisión Española, en cuyo programa documental En este país desempeña las funciones de subdirector y guionista. En 1982 vuelve a Radio Nacional para encargarse de la dirección y presentación del vespertino Directo-Directo, en sustitución de Alejo García y en él permanece hasta 1985. En 1984 es galardonado con el Premio Nacional de Periodismo. Con ocasión de su retorno a la radio, deja la redacción de El País, pero emprende en el suplemento semanal de Deportes una tarea como columnista que se prolonga hasta el año 2007. A partir de 1985 se hace cargo de Casa de la radio, un programa de servicio público, hasta mayo de 1986.

## Cadena SER
En 1986 inicia su trabajo en la Cadena SER. Allí dirige y presenta El Carrusel del Mundial, coincidiendo con los Campeonatos Mundiales de Fútbol de 1986. Desde septiembre de ese año se hizo cargo del magacín de la tarde Vía libre. Después se encargó sucesivamente del programa de tarde 'Vía libre", del informativo 'Hora 25'y de los programas nocturnos 'La ventana al deporte y la ventana indiscreta' y de nuevo, del vespertino 'Sesión de tarde'.
En febrero de 1987 es nombrado director del principal informativo de la Cadena SER, Hora 25. Se mantiene en el puesto sólo hasta septiembre, siendo sustituido por Manuel Campo Vidal. Comienza entonces, en la misma emisora el magacín nocturno La ventana indiscreta y desde septiembre de 1988 también La Ventana al deporte.
A partir de marzo de 1990 volvió al horario vespertino, con Sesión de tarde, en el que se incluía el espacio La verbena de la Moncloa, con Luis Figuerola-Ferretti y Javier Capitán. Un espacio semanal que fue galardonado, en ese mismo año, con el Premio Ondas.

## Retorno a Radio Nacional
En 1991 vuelve a Radio Nacional de España, donde se encarga del matinal 'España a las 8', un informativo de tres horas de duración. Desde septiembre de 1993 dirige y presenta Las Mañanas de Radio 1 en sustitución de Constantino Romero. Este programa incluía en su primera hora el espacio de entrevistas Los desayunos de Radio 1, emitido simultáneamente, entre 1994 y 1997 por Televisión Española, y recibió un Premio Ondas en 1994. En este espacio Julio César Iglesias entrevistaba diariamente a un personaje relevante de la vida pública junto a Antonio San José y Diego Carcedo, que compagina, entre 1996 y 1997, con el magacín de tarde Lo que es la vida.
Asimismo, en este período de tiempo, dirige y presenta dos programas semanales de televisión: Código uno (1994), en el que sustituye a Mayte Pascual y Qué ocurrió (2000).
En 1998 pasa a Tablero deportivo y en septiembre de 2000 ocupa el hueco de las mañanas de RNE dejado por Carlos Herrera y se pone al frente de Buenos días, que conduce hasta 2002 (en que presenta el deportivo La ola) y luego entre 2004 y 2006. En ese período, en 2005, es galardonado con el Premio Ondas a la mejor Labor profesional/Mejor trayectoria. 
Se encarga sucesivamente de los programas 'Lo que es la vida', 'Tablero deportivo', 'Buenos días', 'La Ola' y 'Las Mañanas'. Entre septiembre de 2006 y agosto de 2007 presenta El navegador en RNE. 
Tras dejar RTVE en 2007, en la actualidad escribe en el grupo Unidad Editorial, para el diario "El Mundo", el periódico deportivo Marca y trabaja también en la radio, Radio Marca.

### Galardones
- Premio Nacional de Periodismo (1984)
- Tres premios Ondas (1990, 1994 y 2005)
- Dos Antenas de Oro (1990, 2000)
- Premio Club Internacional de Prensa